# Utilitarizam
Utilitarizam (lat. utilis, koristan) je pravac u etici koji polazi od pretpostavke da je etički ispravno ono djelovanje koje povećava ukupnu sreću u svijetu, tj. promiče opće dobro. Pojam je u filozofiju 1781. godine uveo engleski filozof, i sam zastupnik utilitarizma, Jeremy Bentham (1748. – 1832.). Britanski filozof John Stuart Mill (1806. – 1873.) drugi je veliki zastupnik utilitarizma. Geslo "najveća sreća najvećem broju ljudi" utilitaristi su postavili za kriterij etike i politike.
Utilitarizam predstavlja ne samo etičku, nego i pravnu, socijalnu, ekonomsku i psihološku teoriju koja u ponašanju ljudi kao vrhunsku vrijednost ističe vladavinu načela korisnosti. Korist treba biti osnovno načelo i kriterij čovjekova djelovanja. Polazeći od utilitarističkog kriterija, odluke se donose isključivo ovisno o tomu imaju li ili nemaju pozitivne posljedice. Pokušava se postići najveća moguća dobit za najveći broj ljudi (ali ne nužno samo ljudi). 
Utilitarizam je najčešće korišteni kriterij u poslovnim organizacijama, i u skladu je s ciljevima efikasnosti, produktivnosti i visokog profita. Utilitaristi su bili najveći pokretači reformi 19. stoljeća.